# Євген Яворівський
Євге́н Не́сторович Яворі́вський (літературний псевдонім О. Слободич; нар. 1893, Коломия — пом. 1954, Детройт) — український громадський та політичний діяч, педагог, журналіст і письменник. Рідний брат Корнила Яворівського.

## Життєпис
Євген Яворівський народився 1893 року в Коломиї, в сім'ї викладача латинської і грецької філософії, письменника Нестора Яворівського (Яворовського). У 1911—1914 роках студіював на філософічно-педагогічному факультеті Віденського університету, де належав до студентського товариства «Січ».
Під час Першої світової війни служив в австрійській армії та брав участь у бойових діях на італійському фронті.
У 1918—1920 роках Євген Яворівський в УГА, визволяв у серпні 1919 року Київ. Згодом в Діючій армії УНР.
Викладав у гімназії в місті Чортків у 1920—1922 роках.
З 1922 до 1930 року — гімназійний учитель «Рідної школи» в Яворові, був звільнений з посади з політичних причин, після чого перейшов до журналістської роботи, працював у редакції видавництва «Українська Преса» (Львів). Діяч УРП.
У 1930 році був відсторонений від викладання і змушений переїхати у Львів, де співпрацював з «Новим часом» та «Нашим прапором», працював у видавництві «Самоосвіта».
У серпні 1941 року став першим головним редактором газети «Львівські вісті».
З 1944 року на еміграції, мешкав у Інсбруку, де вчителював в українській гімназії та брав активну участь у громадському житті.
У 1950 році переїхав в США. Мешкав у місті Детройті, займався активно громадською роботою, співпрацював із «Вільною Україною» та «Народною волею». Помер у Детройті.

## Творчість
Автор
- численних статей,
- популярних нарисів: «Мітологія старинних греків і римлян», «Яворівщина» (етнографічний збірник),
- праці «Вождь 100-тисячної армії», «Денікіяна» та ін. присвячені Добі визвольної війни,
- збірки новел, трагедії «Зрадник», роману «Заки море перелечу».

Основні твори та праці
- «Серед кульі гранат» (1922)
- «Зрадник» (1923),
- «Нарис історії філії товариства „Просвіта“ в Яворові» (1931)
- «Заки море перелечу» (1938)
- «Вождь 100-тисячної армії» (1958)